# Meerhout
Meerhout ist eine belgische Gemeinde in die Kempen der Provinz Antwerpen nördlich des Albertkanals mit 10.396 Einwohnern (Stand 1. Januar 2024).
Turnhout liegt 23 Kilometer nördlich, Antwerpen 46 Kilometer westlich und Brüssel ca. 58 Kilometer südwestlich.
Die nächsten Autobahnabfahrten befinden sich bei Geel und Kwaadmechelen an der A13/E 313.
In Geel, Mol, Leopoldsburg und Diest befinden sich die nächsten Regionalbahnhöfe.
Der Flughafen Antwerpen, der Maastricht Aachen Airport und der Flughafen von Eindhoven sind die nächsten Regionalflughäfen und der Flughafen Brüssel National nahe der Hauptstadt Brüssel ist ein Flughafen von internationaler Bedeutung.
Bekannt ist Meerhout durch das dort jährlich stattfindende Groezrock-Festival.

## Persönlichkeiten
- René Heuvelmans (1943–2021), Radrennfahrer
- Leopold Heuvelmans (* 1945), Radrennfahrer